# I ragazzi di Bandiera Gialla
I ragazzi di Bandiera Gialla è un film del 1967 diretto da Mariano Laurenti.
È un film di genere musicarello e il suo titolo trae spunto dalla canzone di Gianni Pettenati Bandiera gialla, erroneamente segnalata come sigla della trasmissione radiofonica omonima Bandiera gialla.
Curiosità: nei panni di un Ufficiale Medico appare come comparsa il regista Mario Mattoli.

## Trama
In un gruppo di adolescenti romani, Carlo e Stefano si contendono l'amore di Marisa, studentessa, cestista e cantante in erba, esattamente come la sua interprete. All'insaputa l'uno dell'altro, gli spasimanti affittano due scantinati adiacenti nell'intenzione di trasformarli in locali da ballo "beat". Marisa, intanto, riesce a incidere il suo primo disco (Sarai fiero di me), raccogliendo l'attenzione, non solo professionale, di un produttore discografico, cosa che invece non riesce a Stefano, anch'egli aspirante cantante. La predilezione di Marisa per Carlo, costretto al servizio militare, si fa sempre più manifesta, malgrado qualche curioso equivoco, accentuando la rivalità con Stefano. La prima incisione di Marisa arriva nelle mani di Gianni Boncompagni, che decide di inserirla nella sua trasmissione radiofonica, Bandiera gialla, apprezzatissima dai giovani. Ricorrendo a un trucco, però, Stefano riesce a sostituire il disco di Marisa con il suo, ottenendo l'auspicato successo; può così aprire il suo locale, non senza evitare il sabotaggio vendicativo di Carlo, che coinvolge Stefano e i suoi amici in una scazzottata risolutrice. È Marisa a dirimere la contesa, convincendo i due ad allearsi per gestire un unico locale dal nome scontato, "Bandiera Gialla".

## Produzione
Parte del cast del film è condiviso con quello di Stasera mi butto, girato pressoché contemporaneamente e anch'esso avente per protagonista Marisa Sannia, la cui canzone di lancio Sarai fiero di me viene riproposta anche in quell'occasione. Analogamente, anche Renata Pacini propone nei due film lo stesso brano, D'amore non si muore. Fra i figuranti, in veste di "alleato" di Stefano, anche Renato Zero, che appare in tre scene, in una delle quali canta.